# Osiedle Łokietka
Osiedle Łokietka – sołectwo obejmujące części wsi Zielonki położonej w Polsce, w województwie małopolskim, w powiecie krakowskim, w gminie Zielonki. Pod względem powierzchni jest najmniejszym sołectwem gminy Zielonki – obejmuje obszar 16,11 ha, co stanowi jedynie 0,33% jej powierzchni. Na koniec grudnia 2024 roku liczyło 928 mieszkańców (6 miejsce wśród sołectw gminy).

## Położenie
Sołectwo Osiedle Łokietka według regionalizacji fizycznogeograficznej Polski (z 2018 roku) znajduje się na północnym krańcu Pomostu Krakowskiego (512.33), należącego do makroregionu Brama Krakowska (512.3), w podprowincji Podkarpacie Północne (512). Pod względem administracyjnym sołectwo położone jest w południowo–zachodniej części gminy Zielonki, na południowym krańcu miejscowości Zielonki, przy granicy z Krakowem. Sąsiaduje z następującymi jednostkami:
- od północy (wzdłuż ul. Osiedlowej) i od wschodu (wzdłuż ul. Lawendowej) z sołectwem Zielonki,
- od południa i od zachodu (wzdłuż ul. Pękowickiej) z Dzielnicą IV Prądnik Biały miasta Kraków.

## Historia

### Powstanie Osiedla
Początki Osiedla Łokietka sięgają roku 1992, kiedy to na terenie miejscowości Zielonki powstało pierwsze osiedle domów w zabudowie szeregowej. W początkowym okresie Osiedle było budowane ze środków indywidualnych inwestorów, którzy finansowali również większość inwestycji infrastrukturalnych, jak drogi wewnętrzne. Formalnie zostało utworzone uchwałą Rady gminy Zielonki z dnia 5 grudnia 1994 roku jako jednostka pomocnicza gminy Zielonki o statusie osiedla. W roku 2004 (uchwałą z dnia 20 grudnia 2003 roku) uzyskało status sołectwa obejmującego obszar o jednolitej, zwartej zabudowie, o charakterze typowo miejskim. W uchwale doprecyzowano przebieg granic sołectwa, tak aby tworzyło ono spójny kompleks obszarów zabudowanych lub przewidzianych pod zabudowę osiedlową.

### Pochodzenie nazwy
Nazwa sołectwa pochodzi od pobliskiej, krakowskiej ulicy Władysława Łokietka – według legendy właśnie tędy Władysław Łokietek wraz z towarzyszącymi mu oddziałami podążał w stronę Ojcowa.

### Rozbudowa sołectwa
Po przekształceniu osiedla w sołectwo kontynuowano rozbudowę Osiedla Łokietka. Przy udziale deweloperów, głównie wzdłuż granic sołectwa, powstawały nowe zespoły mieszkaniowe w zabudowie szeregowej lub bliźniaczej oraz wielorodzinne apartamentowce. Przyczyniło się to do znaczącego wzrostu liczby mieszkańców – z 530 na koniec roku 2003, do blisko tysiąca w roku 2016.

### Wizja rozwoju sołectwa
W dniu 30 sierpnia 2012 roku Rada gminy Zielonki uchwaliła „Plan Odnowy Miejscowości Zielonki na lata 2012–2020”, którego część II poświęcona jest sołectwu Osiedle Łokietka. Plan zakładał poprawę atrakcyjności sołectwa jako miejsca zamieszkania i spędzania wolnego czasu poprzez uporządkowanie komunikacji drogowej, stworzenie infrastruktury społecznej (zakup działki z przeznaczeniem na tereny rekreacyjne i pozyskanie lokalu na cele sołeckie) oraz poprawę stopnia integracji mieszkańców.
W ramach jego realizacji:
- w czerwcu 2013 roku za 150 tys. zł nabyto działkę przy ul. Lawendowej o powierzchni 0,07 ha na potrzeby utworzenia placu zabaw i terenu rekreacyjnego[10],
- w listopadzie 2014 roku pozyskano dotację z PROW na utworzenie boiska o nawierzchni polipropylenowej, przy oddanym w 2014 roku do użytku placu zabaw[11], inwestycję ukończono w roku 2015[12][13],
- w styczniu 2018 roku od starostwa powiatu krakowskiego pozyskano działkę przy ul. Lawendowej o powierzchni 0,42 ha na potrzeby rekreacyjno-sportowe (które poszerzono później o budowę i utrzymanie budynku wielofunkcyjnego dla lokalnej społeczności)[14], a w sierpniu tego roku w tym samym celu zakupiono sąsiednią działkę o powierzchni 0,20 ha za 300 tys. zł[15],
- w październiku 2020 roku za kwotę blisko 2,7 mln zł rozpoczęto inwestycję obejmującą budowę wielofunkcyjnego budynku sołeckiego o powierzchni użytkowej ok. 185 m² wraz z zagospodarowaniem okolicznego terenu dla celów rekreacyjno-sportowych (plac zabaw, mini boisko trawiaste, górka saneczkowa, elementy małej architektury)[16], budynek ukończono w grudniu 2021 roku[17].

## Demografia
Liczba mieszkańców sołectwa niemal podwoiła się w latach 2003–2018, by następnie stopniowo zmniejszyć się do poziomu 928 osób w roku 2024.
- Dane na 31 grudnia danego roku.
- Źródła danych: 2003, 2004 i 2006[18]; 2009–2024[3].

## Transport
Na obszarze sołectwa nie ma przystanków komunikacji zbiorowej. Najbliższe przystanki obsługiwane przez autobusy aglomeracyjne MPK SA w Krakowie znajdują się w odległości ok. 500 m od granic Osiedla Łokietka:
- po stronie zachodniej (ul. Władysława Łokietka) – linie 120, 220, 240, 920[19];
- po stronie wschodniej (ul. Krakowskie Przedmieście) – linie 207, 227, 237, 297, 937[20].

## Turystyka
Wzdłuż zachodniej granicy sołectwa (ul. Pękowicką) przebiega czerwony szlak turystyczny – Szlak Orlich Gniazd – biegnący z Krakowa przez Ojcowski Park Narodowy do Częstochowy.